# Gerfalco
Gerfalco ist ein Ortsteil (Fraktion, italienisch frazione) von Montieri in der Provinz Grosseto, Region Toskana in Italien.

## Geografie
Der Ort liegt etwa 3,5 km nordwestlich des Hauptortes Montieri, ca. 45 km nördlich der Provinzhauptstadt Grosseto und ca. 70 km südlich der Regionshauptstadt Florenz im Gebirgszug der Colline Metallifere. 2001 hatte der Ort etwa 70 Einwohner. 2011 waren es etwa 110. Die Kirchen des Ortes gehören zum Bistum Volterra. Unweit des Ortes entspringen die Flüsse Cecina und Pavone.

## Geschichte
Erstmals erwähnt wurde der Ort 1156 als Burg, um die der 
Bischof von Volterra, Galgano Pannocchieschi, mit seinem Bruder, Ranieri Pannocchieschi, im Streit lag. Danach herrschten die Aldobrandeschi als Lehnsherren der Pannocchieschi, bis 1181 Montieri zu einem Viertel an Siena fiel und Gerfalco infolge dessen Treue zur Republik Siena leisten musste. Dieser Akt wurde 1263 in einem Vertrag der Pannocchieschi mit der Republik Siena erneuert. Am 16. Oktober 1317 unterwarf der Ort sich Massa Marittima, kehrte aber schon am 13. Oktober 1318 in den Einflussbereich der Republik von Siena zurück und erneuerte dieses Abkommen 1331 und 1340. Im 15. Jahrhundert erlebte der Ort einen Niedergang. Im Konflikt zwischen Siena und Florenz ergab sich der Ort 1554 und wurde Teil des Großherzogtum Toskana.

## Sehenswürdigkeiten
- Stadtmauern mit den Zugangstoren
  - Porta Fiorentina[4]
  - Porta Senese[4]

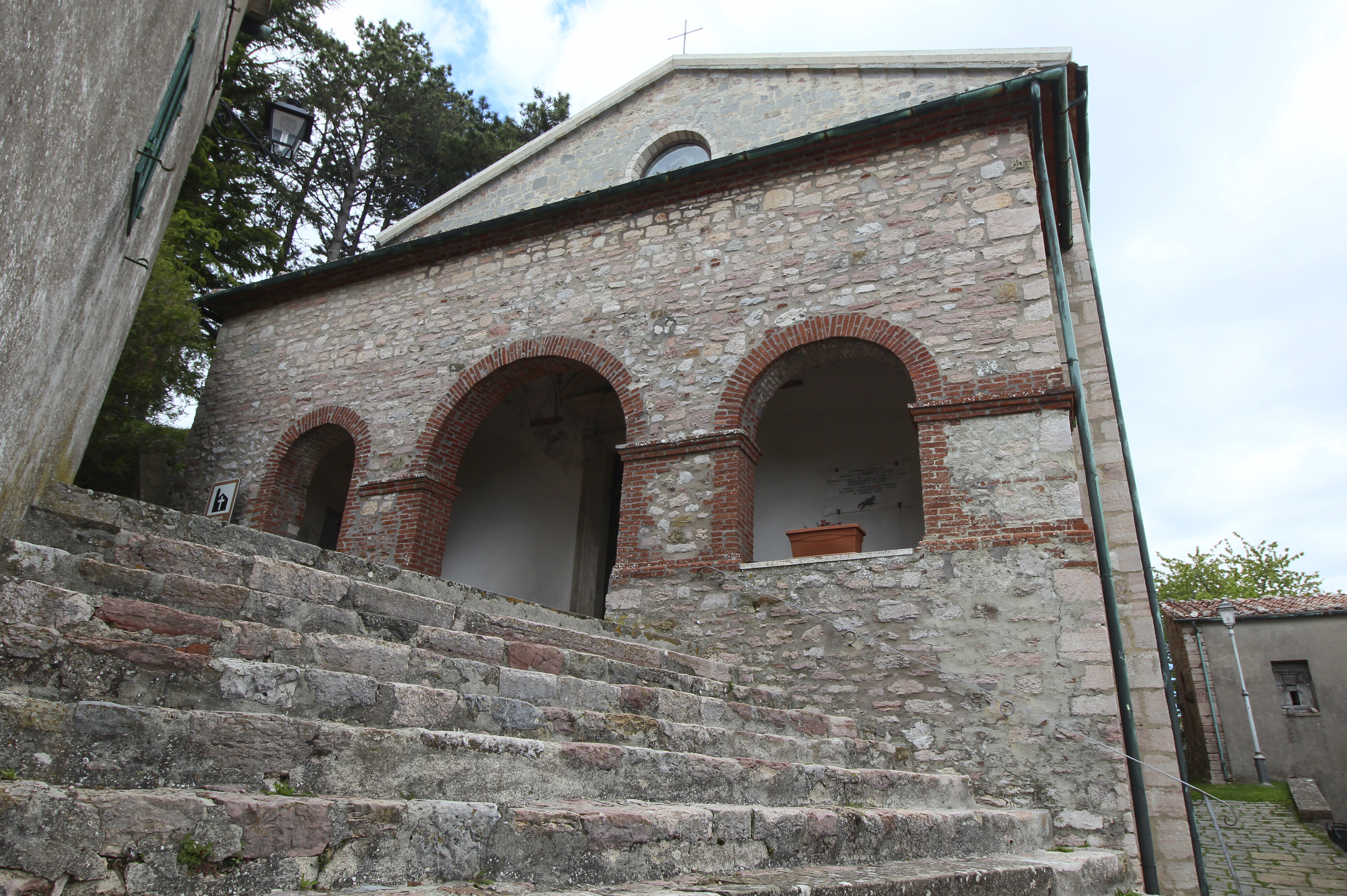
Die Kirche San Biagio

- San Biagio, Kirche im Ortskern. San Biagio ist die Pfarrkirche des Ortes und ist seit der Kirchweihe 1599 dokumentiert (Inschrift im Kirchenschiff), ist aber wahrscheinlich älteren Ursprungs. Die Altäre entstanden im 18. Jahrhundert und enthalten die Leinwandgemälde Sant’Anna e la Vergine, San Pietro, San Biagio und Sant’Antonio aus demselben Jahrhundert.[6][5]
- Chiesa della Misericordia, Kirche im Ortskern nahe der Kirche San Biagio, die im 13. Jahrhundert entstand.[6] Die Fassade entstand in der heutigen Form im 17./18. Jahrhundert. Die Kirche wurde 1982 restauriert und enthält am Hochaltar ein Holzkreuz aus dem 19. Jahrhundert.[5]
- Sant’Agostino, Kirche am Ortsrand aus dem 14. Jahrhundert[6] mit ehemaligem Kloster.[5]
- Cappella dell’Avveduta, Kapelle unterhalb und westlich der Cornate.
- Cornate di Gerfalco, Berg mit 1060 m s.l.m.[6][4] im Naturpark Riserva naturale Cornate e Fosini.

## Bilder

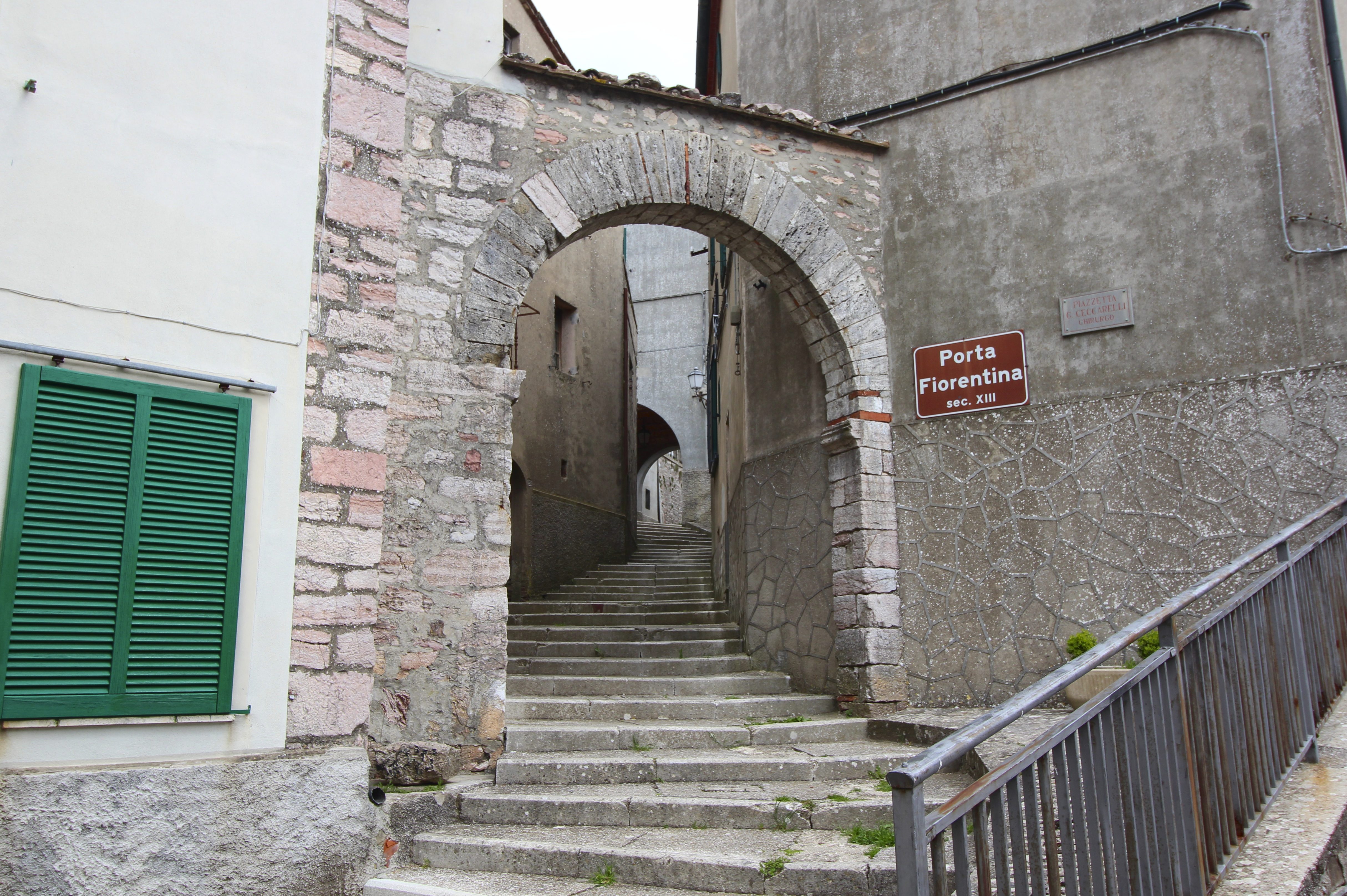
Befestigungstor Porta Fiorentina
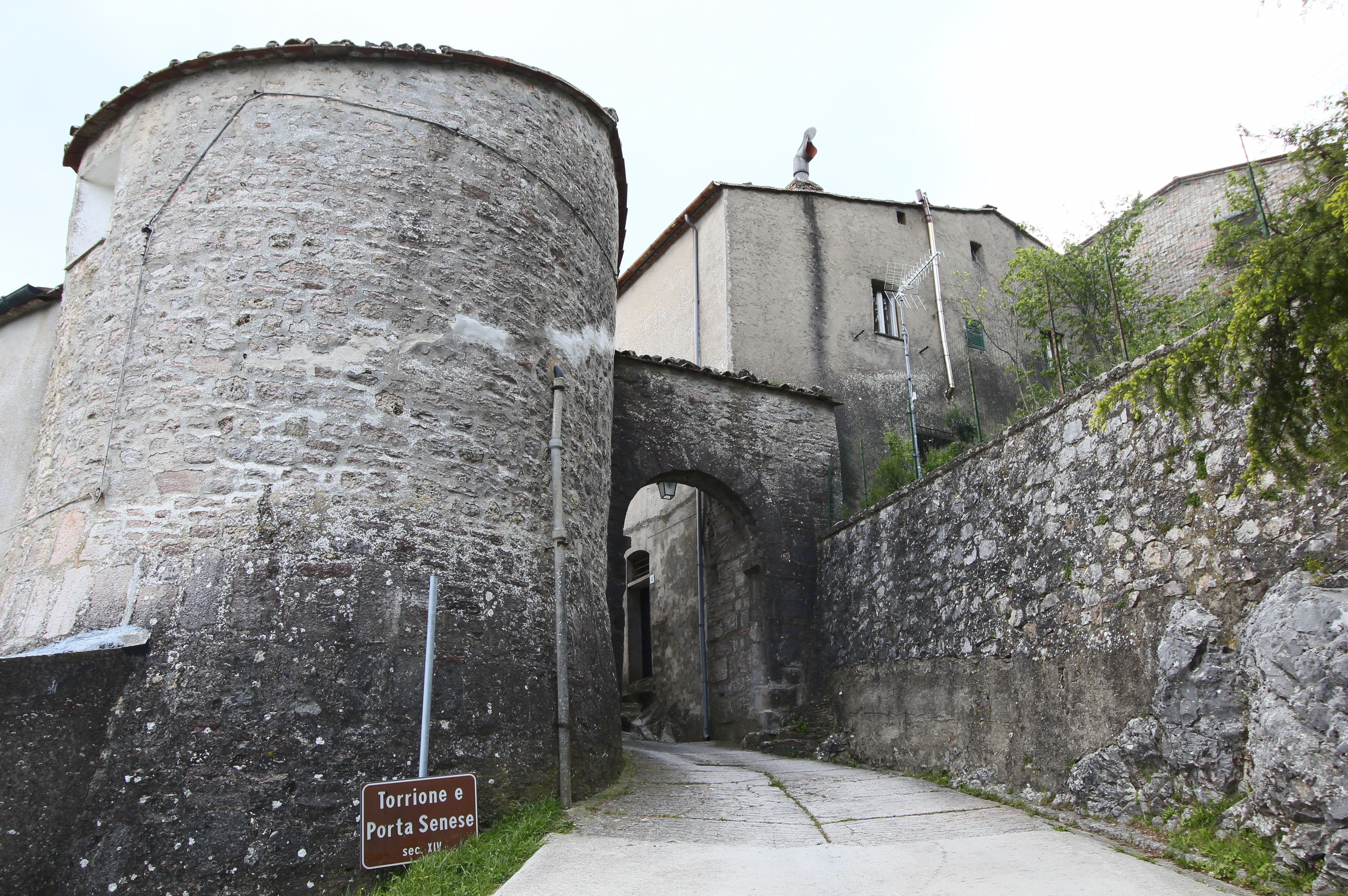
Befestigungstor Porta Senese mit dem Torrione
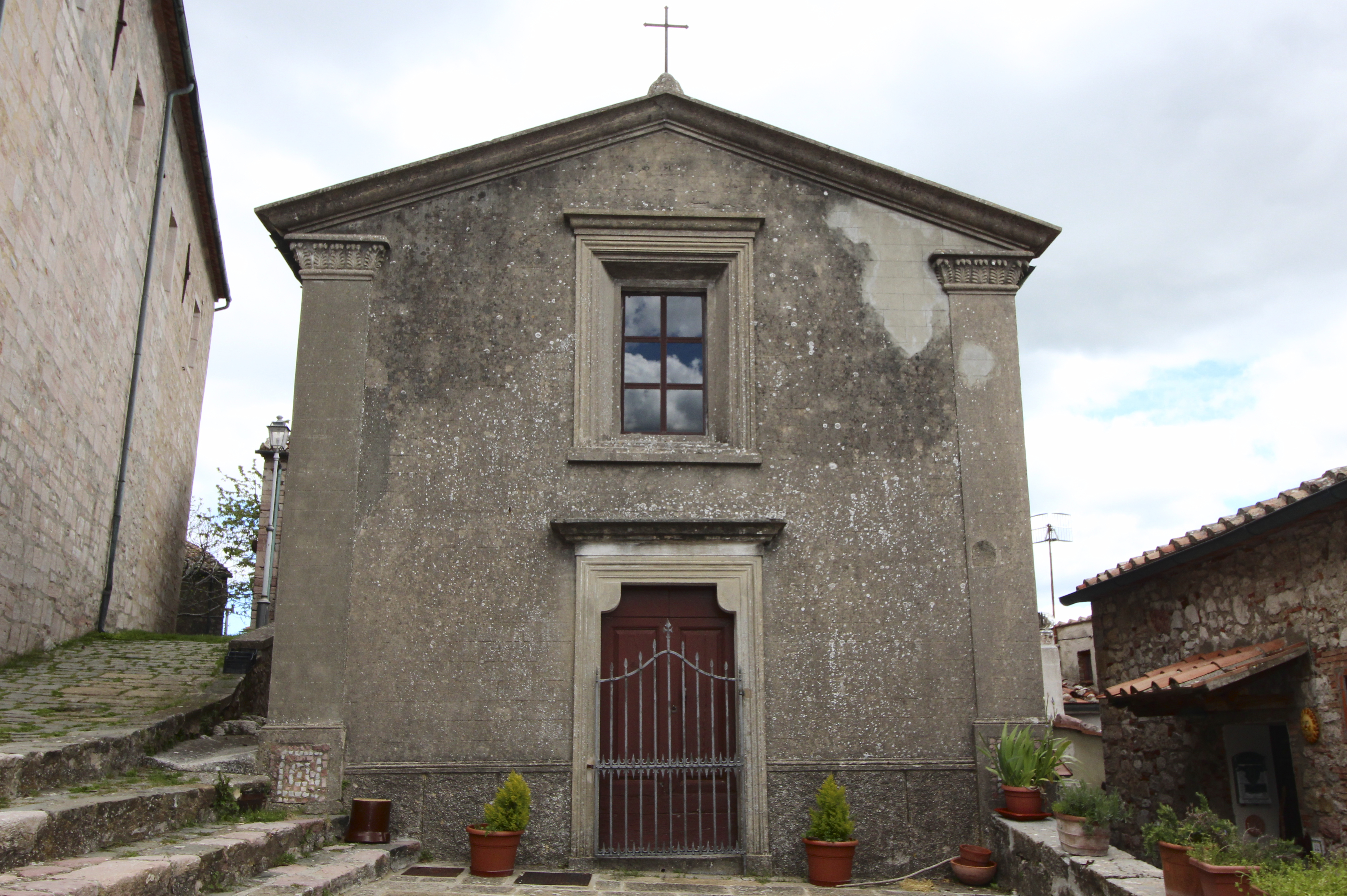
Die Kirche Chiesa della Misericordia
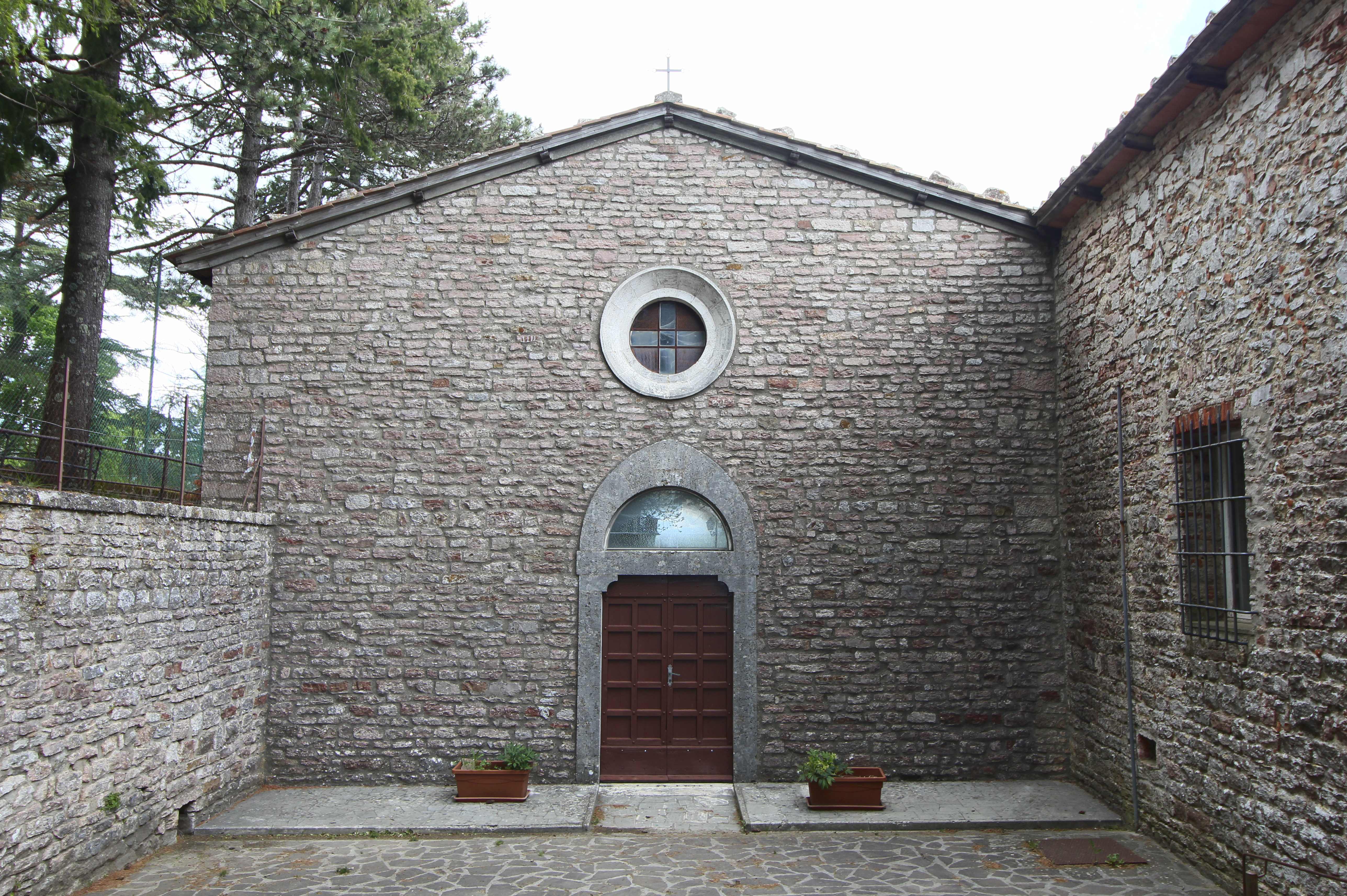
Die Kirche Sant’Agostino
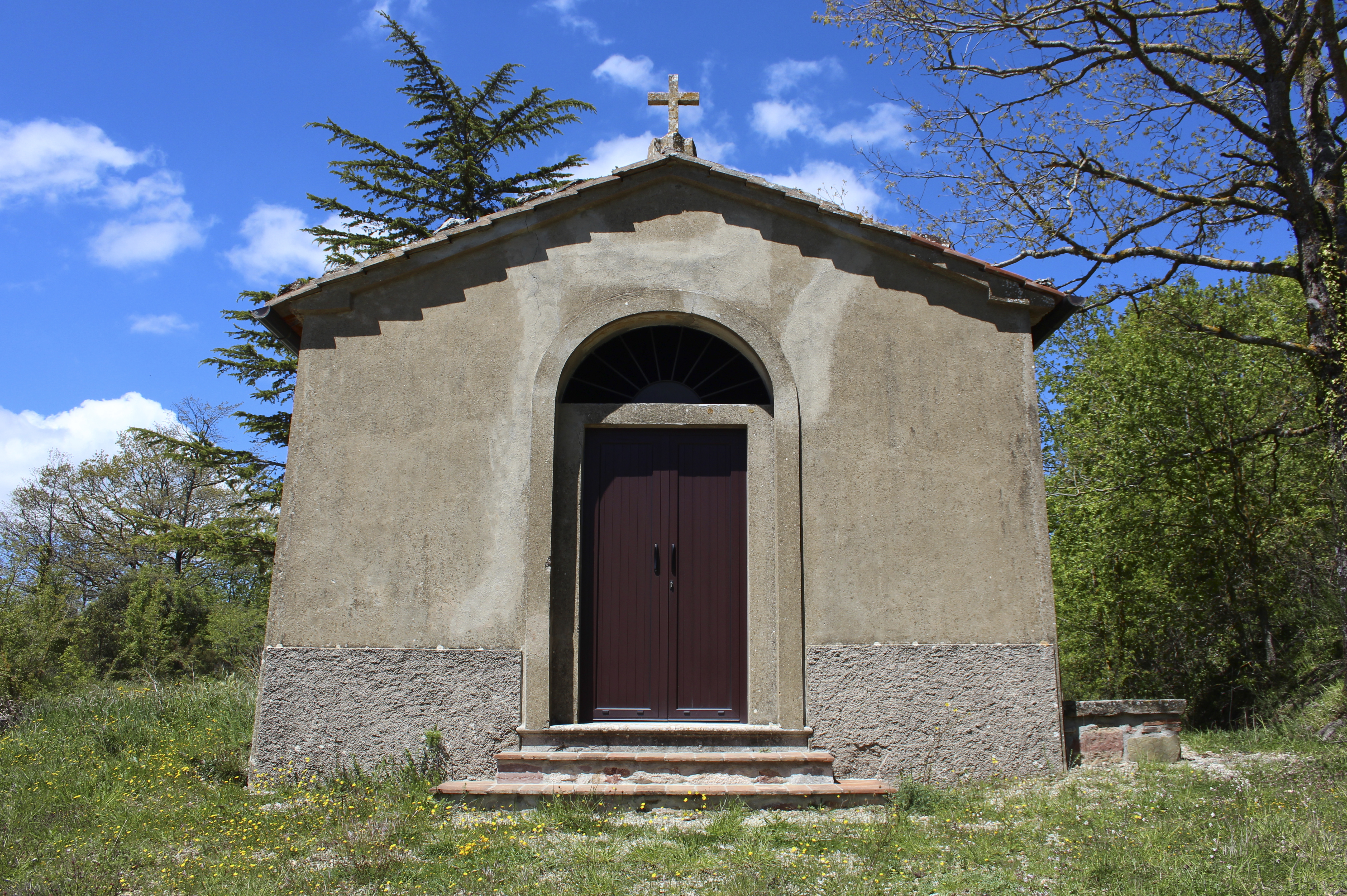
Die Kapelle Cappella dell’Avveduta
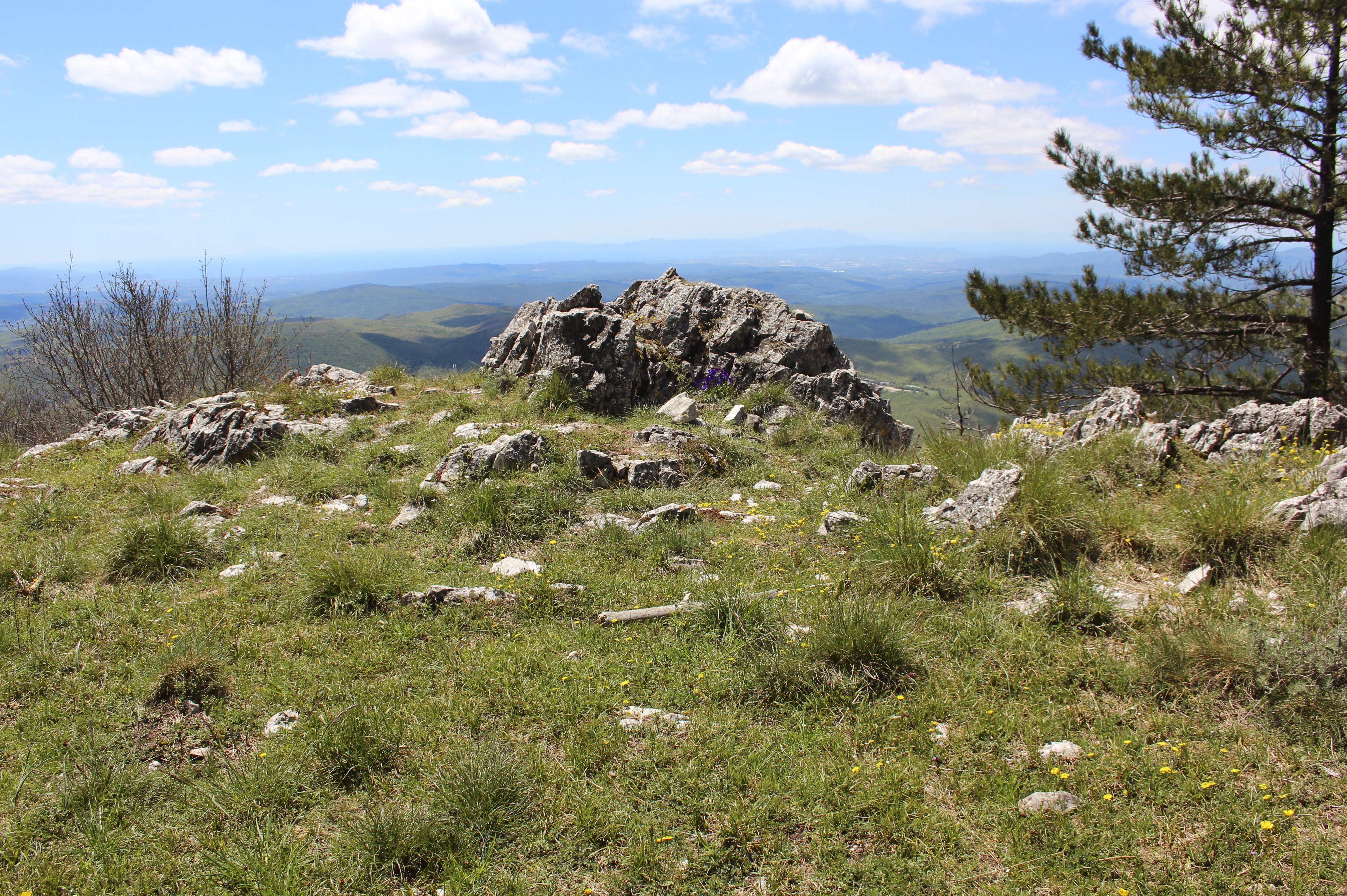
Der Berg Cornate di Gerfalco